# 維京号

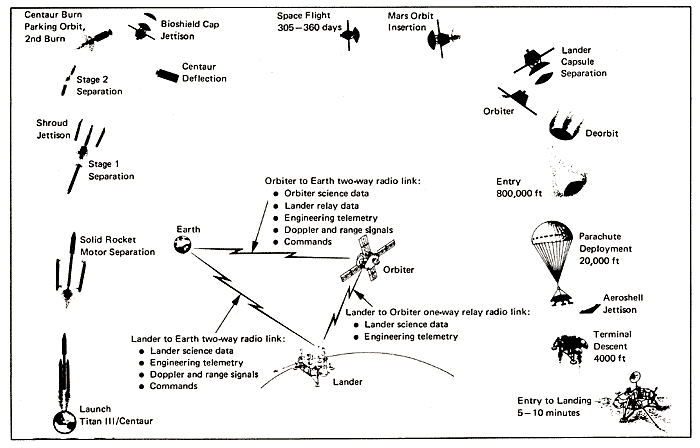
維京号飞行剖面

維京号（英語：Viking program）是美国国家航空航天局的一個项目，包括两个无人空间探测任务：維京1号和維京2号。每个航天器拥有一个用于从轨道上拍摄火星表面、运载着陆器以及进行与地球通讯中继的人造卫星。維京计划是火星探测史上最昂贵的计划，也是1990和2000年代前最成功，提供信息最多的火星探测计划。
維京计划是1970年代继旅行者深空探测器的成功后，NASA又一雄心勃勃的火星勘测计划。維京一号于1975年8月20日发射，海盗二号于1975年9月9日发射。二者均使用泰坦 III-E运载火箭和半人马上面级发射。每艘航天器包括轨道器和着陆器。轨道器发回的图像用于着陆点的选择。着陆器与轨道器分离，进入火星大气在选定的着陆点软着陆。着陆器部署后，轨道器在轨道上继续成像和其他科学任务。包含推进剂的轨道器-着陆器联合重3527千克，分离并着陆后，着陆器重600千克，轨道器重900千克。

## 中文名称的翻译
中國天文學名詞委員會將“Viking”翻譯為「海盜號」，但根據美國太空總署為這個計劃命名的文件，計劃的名稱在1968年11月由美國太空總署行星計劃辦公室沃爾特·雅各布斯基提議，寓意這個計劃好像北歐維京人，有航海探索冒險的精神，而非帶有歧視性的「海盜」名稱。雖然 Viking 這個字也可以譯為北歐海盜，但也指維京人。維京人是北歐斯堪的那維亞半島的人，有工匠、商人、管理者、探險家和航海家。

## 航天器设计

### 轨道器

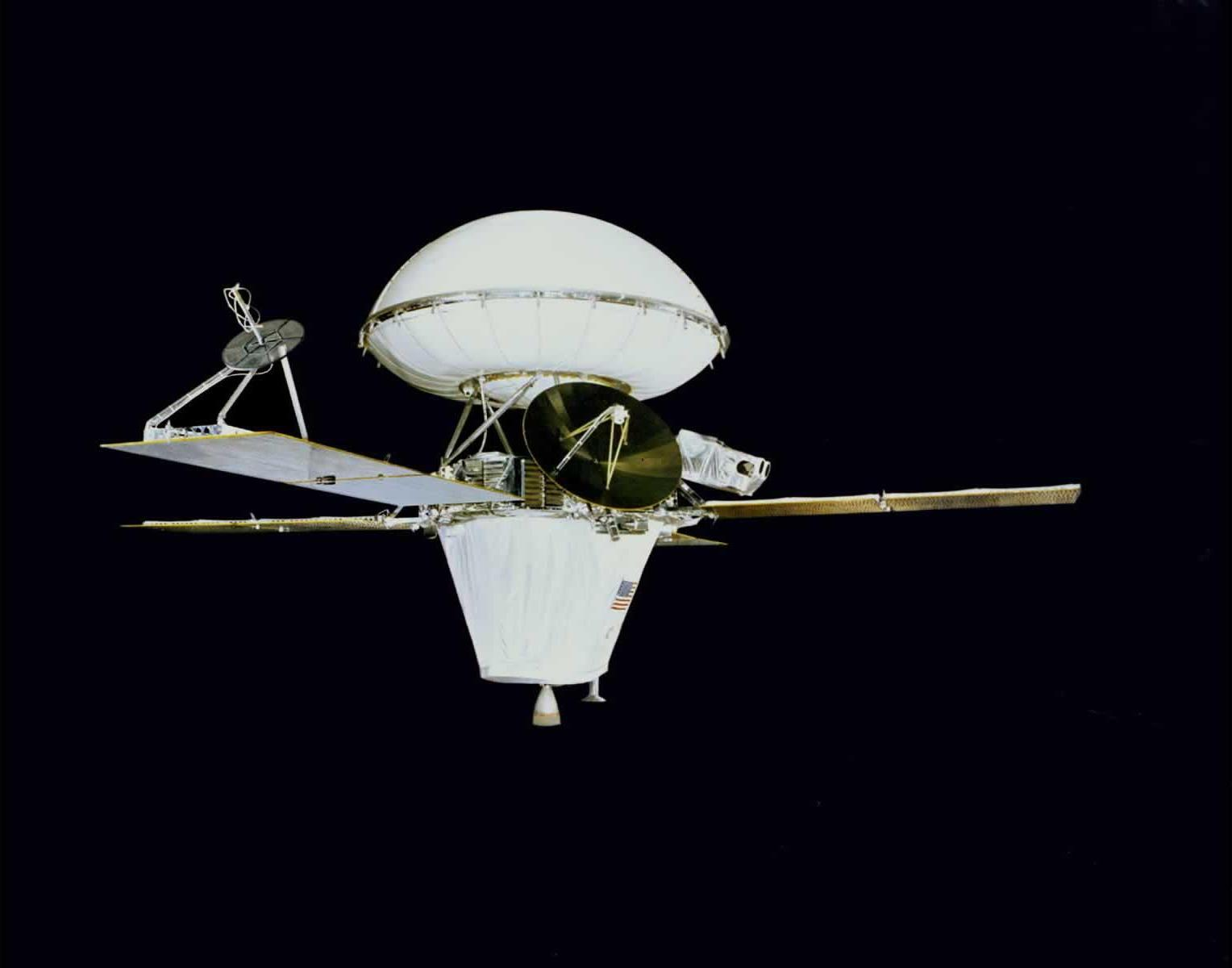
携带着陆器的海盗号轨道器

轨道器的主要功能是运送着陆器到火星，侦测定位以确认着陆地点，为着陆器进行通讯中继，以及进行其自身的科研项目。轨道器基于较早的水手9號 航天器，其横截面为约2.5米的八边形。总重2328千克，其中1445千克为推进剂和姿态控制气体。轨道器总高度3.29米。
四个太阳能电池翼沿轨道器轴对称布置，相对的太阳能电池翼展宽为9.75米。每个翼板上安装两块1.57 ×1.23米面积的太阳能电池板，太阳能板由34，800块太阳能电池构成，在火星可提供620瓦特功率。电能也贮存于两个30安培小時鎳鎘電池。
主推进器为使用二元推进剂（甲基肼和四氧化二氮）的液体火箭发动机。发动机推力1323牛顿，换算为Delta-V为1480米/秒。发动机可双轴摆动9度。
姿态控制由12个小压缩氮喷嘴、太阳寻获传感器、巡航太阳传感器、老人星跟踪器和由六个三轴稳定陀螺仪构成的惯性部件和两个加速規。
通讯系统包括一个20瓦特S波段（2.3GHz）发射机、两个20瓦特行波管放大器。为了无线电科学研究和通讯实验设置的X波段（8.4GHz）下行链路。S波段（2.1GHz）上行链路。1.5米双轴稳定抛物面天线、固定低增益天线、两个1280兆位磁带记录器和一个381MHz中继无线电装置。
科学仪器包括成像、大气水蒸气、红外热成像装置安装在具有温度控制的指向性扫描平台中。科学仪器总重72千克。航天器的发射机也进行无线电科学研究。
指令处理经由各自独立的两个同样的数据处理器，各具有容量为4096字的存储器用于存贮上行命令和已获取的数据。

### 着陆器

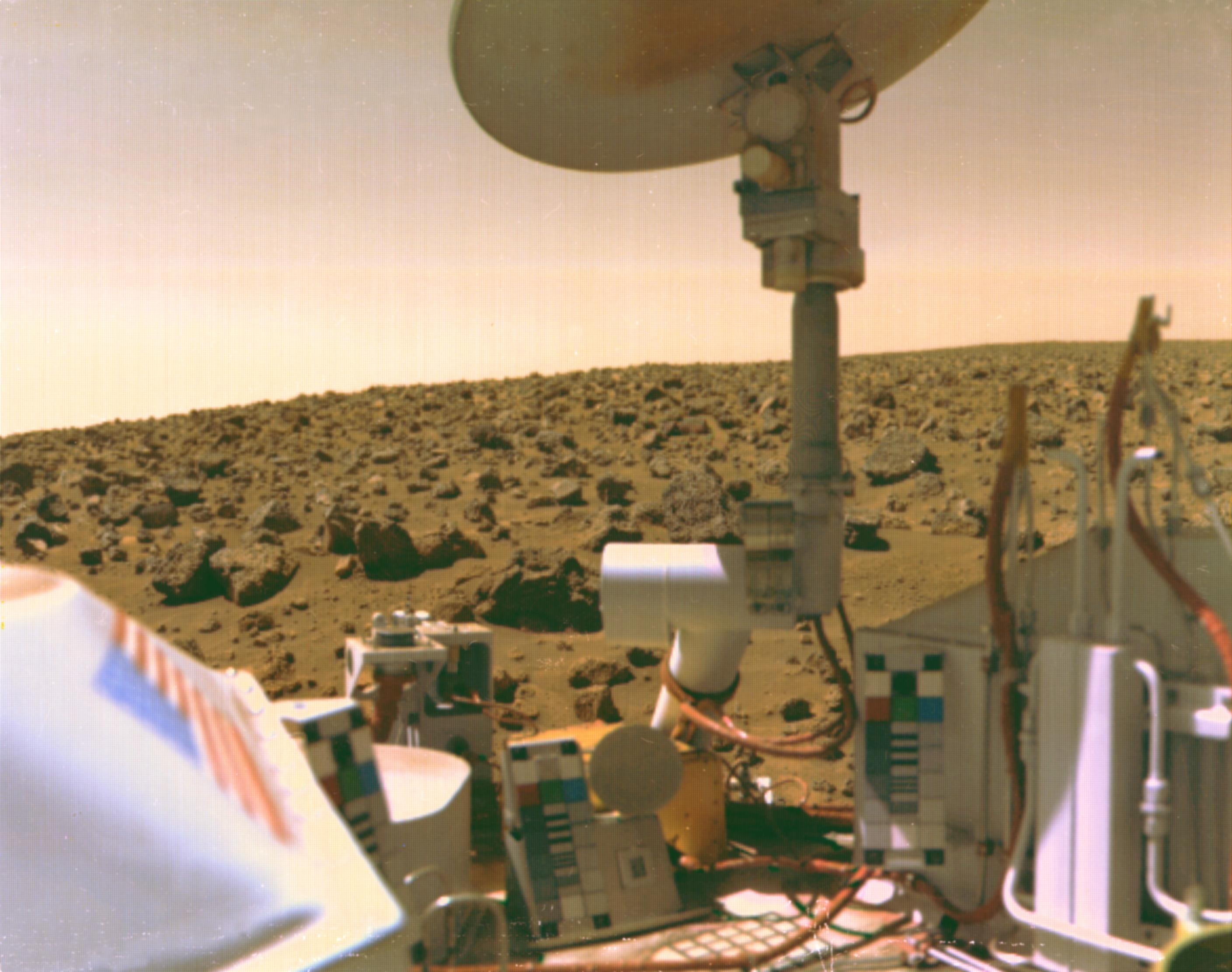
海盗2号着陆器拍摄的火星表面

着陆器是六面的铝质结构，每面1.09米高，0.56 米长。由三条支撑脚支持。三个支撑脚构成边长2.21米的等边三角形。 
着陆器由两个钚-238放射性衰变电池供电。电池安装在着陆器基础结构两侧，由防风板覆盖，高28厘米，直径58厘米。可提供4.4伏特，30瓦特的连续电源。四个8安时28伏特蓄电池提供峰值负荷。
推进由使用单组元联氨推进剂的火箭发动机提供。发动机喷嘴共12个，排列成四组。三组喷嘴可提供32牛顿推力，产生Delta-V180米/秒。这些喷嘴也通过推力控制进行移动和旋转控制。下降与着陆由三个（安装于基座的长边，呈120度分离布置）具有18个喷嘴的单组元联氨推进剂发动机提供动力，推力于276牛顿至2667牛顿间可调。联氨推进剂经过净化，以防污染火星表面。着陆器于发射时携带86千克推进剂，盛装于2个钛质燃料箱中。燃料箱安装于放射性衰变电池风挡的两端。
着陆器控制经由惯性部件、四个陀螺仪、空气减速装置、雷达高度表、下降与着陆雷达和推力控制。
发射后与进入火星大气层前，着陆器被热护盾保护。热护盾用于着陆器进入大气层时进行气动减速，也用于防治地球微生物污染火星表面。出于防范微生物污染考虑，着陆器经过7天华氏250度“烘培”消毒。发射时，一个“微生物防护罩”包裹着热护盾，直到半人马上面级将轨道器/着陆器联合射出地球轨道后抛弃。这个为海盗号计划开发的行星保护方法也用于其他任务。
通讯经由一个20瓦特S波段发射机和两个20瓦特行波管放大器。一个双轴稳定高增益抛物面天线安装在基座一侧的吊竿上。一个全向低增益S波段安装在基座上。二者均可直接与地球通讯。一个UHF波段（381MHz）天线提供由轨道器中继的单工通讯。数据存储于40兆位容量的磁带记录器中。着陆器计算机具有6000字容量的存储器用于指令存贮。
携带的仪器用于着陆器主要科学研究目的：生物研究、化学成分分析（有机与无机）、气象、地震学、地磁学以及地貌、火星表面和大气物理。
仪器包括：两个360度圆柱扫描相机安装在基座长边附近、自中部伸展的带有收集探头的采样臂、温度传感器、磁体、气象探测器。地面温度传感器、风向、风速传感器装置于一条支撑腿上。地震传感器、磁体、相机测试目标、放大镜安装在相机背侧，接近高增益天线。生物学实验设备、气像色谱分光镜和X射线荧光分光镜安装在环境控制隔间中。气压传感器安装在着陆器底部。科学仪器总重91千克。
海盗项目共耗资10亿美元。

## 任务结束
海盗航天器最终逐一失效：
| 航天器        | 抵达日期      | 失效日期       | 持续运作时间 | 失效原因                                         |
| ------------- | ------------- | -------------- | ------------ | ------------------------------------------------ |
| 海盗1号轨道器 | 1976年6月19日 | 1980年8月7日   | 4年1月19天   | 姿态控制推进剂耗尽后关闭                         |
| 海盗1号着陆器 | 1976年7月20日 | 1982年11月11日 | 6年3月12天   | 错误的地面控制資訊清除了天线位置数据导致失去联系 |
| 海盗2号轨道器 | 1976年8月7日  | 1978年7月25日  | 1年11月18天  | 推进系统推进剂泄漏后关闭                         |
| 海盗2号着陆器 | 1976年9月3日  | 1980年4月11日  | 3年7月8天    | 电池失效后关闭                                   |

海盗号计划结束于1983年5月21日

## 生物学实验结论
海盗着陆器携带有生物学实验装置用以探测火星土壤中的生命，如果它们存在并能被检测出来的话。生物学实验包括气相色谱-质谱仪、气体交换、显踪释出与热解释放。实验由史丹福大學的Kevin Burrowes博士设计。最初的结论是肯定的，达到了NASA的某些生命检测指标。但随后的分析中，大多数科学家相信此结果由非生物化学反应导致。此原因仍在争议当中。
气相色谱-质谱仪并未发现大量的有机物，碳含量甚至比阿波罗计划带回的无生命的月壤还低。不过，美国宇航局的凤凰号着陆器在2008年检测到高氯酸盐，它可以分解有机化合物。这可能致使其呈现假陰性，这致使科学家认为火星地表不太可能存在生命。
气体交换实验将检测在注入水或营养素后火星土壤排放出的气体1976年11月初，据报道，“在海盗2号上，气体交换实验产生了与海盗1号类似的结果。再次显示出，当营养液与土壤接触时，氧气就会消失，而二氧化碳浓度就开始出现并持续不断变高”。
考虑到前两种实验的阴性测试结果，显踪释出实验在第一次注入营养液后，土壤立即释放出稳定的放射性气体。这相当令人惊讶。该实验分别由两架海盗号探测器完成，海盗1号使用暴露在阳光下的地表样本，第二架探测器则采集的岩石下样本，最初的两次注入都呈阳性反应。随后，加热两份土壤样本作灭菌对照测试。在摄氏160度下加热3小时后的样本，注入营养物时不释放放射性气体；在摄氏50度下加热3小时的样本，注入营养物后释放的放射性气体明显减少。随后，对摄氏10度下储存了数月的样品进行测试，显示释放的放射性气体也显著减少。这可能代表火星土壤中存在某种类似于地球上的微生物的生命。然而，在第二次、第三次加入营养素后，空气中的放射性并未持续增加。根据喷气推进实验室的艾伯特·严（Albert Yen)的说法，在极端寒冷和干燥的条件下，紫外线（记住：火星缺乏臭氧层，因此火星表面沐浴在紫外线的照射下）会导致二氧化碳与土壤发生反应，产生各种氧化物，包括高活性的超氧化物（含氧离子的盐）。当它们与有机小分子混合时，超氧化物很容易将它们氧化成二氧化碳，这可能就是显踪释出结果的原因。
在热解释放中，研究人员使用光、水和含有一定量的一氧化碳（CO）和二氧化碳（CO2）的含碳大气气体来模拟火星的环境。并用碳14(14C)来标记其中可能的有机物。如果存在光合生物，在将加热实验后的火星土壤至1400°C后，将检测到放射性气体。作为对照组，一些火星土壤将直接加热，检测其中的放射性气体。维京1号热解释放实验的初步评估结果是“分析结果显示，有机物少但显著形成”，并且灭菌对照没有显示有机物的证据，表明“这些发现可以归因于生物活动”。然而，由于在加热至90°C时，有机物仍在释放，注入水蒸气后有机物释放却被抑制与气相色谱-质谱仪结果为阴性，当时的科学家认为火星土壤中不太可能有光和生物。然而，随着气相色谱-质谱仪结果越来越受到质疑，热解释放实验结果再次被认为可能与生物活动一致，“关于热解释放实验中明显的少量有机物合成的解释仍然无法完全被解释清楚”
。